# Servius Sulpicius Praetextatus
Servius Sulpicius Praetextatus est un homme politique de la République romaine, à une période durant laquelle la délégation annuelle du pouvoir suprême s'oriente vers un système plus collégial que le couple de consuls, remplacés par un collège de tribuns militaires à pouvoir consulaire, dont le nombre peut varier d'une année à l'autre et dont l'accès est en théorie ouvert aux plébéiens.
En 377 avant j-c, Servius Sulpicius Praetextatus est tribun militaire à pouvoir consulaire, avec 5 autres collègues. Il se peut toutefois qu'il y est une confusion avec un autre Servius Sulpicius, Servius Sulpicius Rufus.
En 376 avant j-c, il est tribun militaire à pouvoir consulaire, avec 3 autres collègues.
En 370 avant j-c, il est tribun militaire à pouvoir consulaire, avec 5 autres collègues, pour répondre à la menace que les Volsques de Velitrae font peser sur Tusculum.
En 368 avant j-c, il est tribun militaire à pouvoir consulaire, avec 5 autres collègues, alors que règne l'agitation à Rome sur le projet de loi pour imposer l'accès des plébéiens au consulat. Ce collège de tribuns militaires est le dernier, le consulat est rétabli l'année suivante de façon pérenne.